# Täferrot
Täferrot là một xã thuộc huyện Ostalbkreis, bang Baden-Württemberg, Đức.

## Thị trưởng
- 1999–2015: Jochen Renner
- 2015–2019: Daniel Vogt. [4]
- Từ năm 2019: Markus Bareis